# Fønix
Fønix in Fårup Sommerland (Blokhus, Nordjütland, Dänemark) ist eine Stahlachterbahn vom Modell Wildcat des Herstellers Vekoma, die am 9. April 2022 eröffnet wurde.
Die 905 m lange Strecke erreicht eine Höhe von 40 m und besitzt drei Inversionen: einen Inside-Top-Hat, eine Heartline-Roll und einen Korkenzieher. Außerdem gibt es insgesamt 14 Airtime-Momente.
Zurzeit (Stand September 2023) ist sie die höchste und schnellste Achterbahn Dänemarks.

## Züge
Fønix besitzt zwei Züge mit jeweils vier Wagen. In jedem Wagen können vier Personen (zwei Reihen à zwei Personen) Platz nehmen.

## Auszeichnungen
Der Betreiber Fårup Sommerland wurde 2023 mit dem Neuheitenpreis FKF-Award des Freundeskreis Kirmes und Freizeitparks e.V. als beste europäische Neuheit in der Kategorie Achterbahn des Jahres 2022 ausgezeichnet.